# Dahl (Adelsgeschlecht)

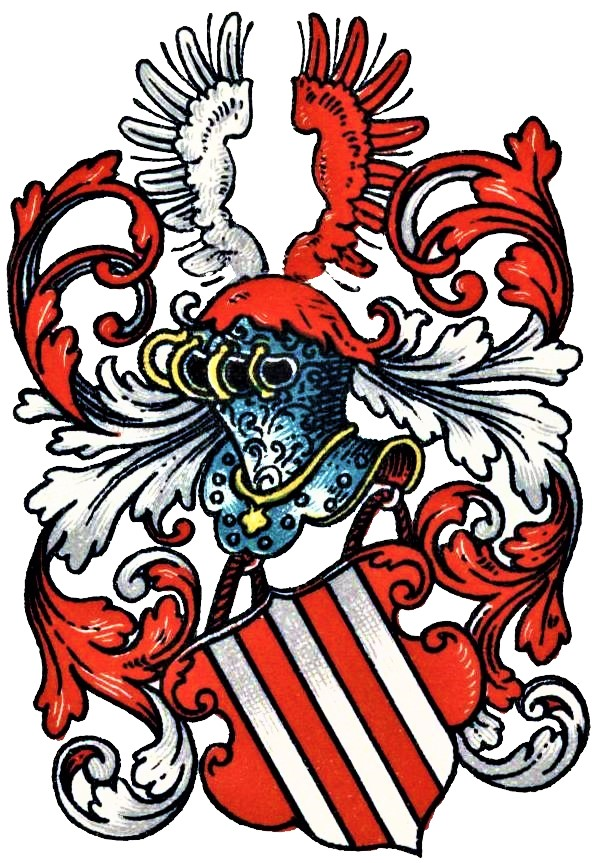
Wappen derer von Dahl (Dael) im Wappenbuch des Westfälischen Adels

Dahl (auch: Dael, Daell, Dale o. ä.) ist der Name eines westfälischen Adelsgeschlechts.
Das hier behandelte Geschlecht ist von dem ebenfalls westfälischen Adelsgeschlecht Dael zu unterscheiden.

## Geschichte
Stammsitz des Geschlechts war Haus Dahl ein uralter Adelssitz in der Grafschaft Mark  im Hagener Stadtteil Dahl an der Volme in unmittelbarer Nahe der Kirche.
Urkundlich erstmals erscheinen die Herren von Dahl, Vasallen der Kölner Erzbischöfe und der Grafen von Mark, mit Ritter Hartlevo de Dale am 26. Oktober 1238. Nur wenige Jahre später wird urkundlich erstmals auch Lehnsbesitz in Dahl erwähnt. 1279 erscheint ein Waltherus de Dale als Bürge in einer Urkunde. Später wird ein Theodericus de Dale (Dietrich von Dahl) im Volmarsteiner Lehnsregister geführt. Letzterer stiftete 1377 die Katharinen-Vikarie in der Dahler Pfarrkirche. 1365 wurden die Brüder Rutger und Gottschalk von Dahl mit dem Essener Hof zu Hunsdiek belehnt. Auch die Dahler Kornmühle und das lokale Kirchenpatronat besaßen die Herren von Dahl. 
Im Fehdebuch der Stadt Dortmund findet sich ein Dietrich von Dahl. Evert von Dahl, Burgmarschall auf Burg Wetter, geriet 1427 im märkischen Bruderkrieg in Gefangenschaft. Derselbe bekam 1433 zusammen mit Gottschalk von Rummenohl von Graf Adolf II. von Kleve-Mark und dem Lüdenscheider Amtmann die Stadt Breckerfeld verpfändet. 1459, nach dem erbenlosen Tod des o. g. Gottschalks, wurde Evert mit Rummenohl belehnt. Das Lehen bekam Jorien von Dahl 1493 bestätigt und verlängert. Durch Heirat einer Erbtochter kamen Haus Dahl und auch Rummenohl an die Herren von Calle.
Später erwarb die Familie Gut Eyll in Weeze im Regierungsbezirk Düsseldorf. Unter diesem Haus wurde Ludwig Caspar Joseph von Daell unter Nr. 85 der Klasse der Edelleute in die Adelsmatrikel der preußischen Rheinprovinz eingetragen.

## Persönlichkeiten
- Deydart von Dahl, 1491–1510 Äbtissin im Stift Herdecke
- Georg Heinrich von Dahl, 1599 Domherr zu Hildesheim
- Gottschalk von Dael († 1612), 1609–1612 Abt im Kloster Grafschaft

## Wappen
Blasonierung: In Rot drei silberne Pfähle. Auf dem Helm ein offener Flug, der rechte Flügel silbern, der linke Flügel rot. Die Helmdecken sind rot-silbern.

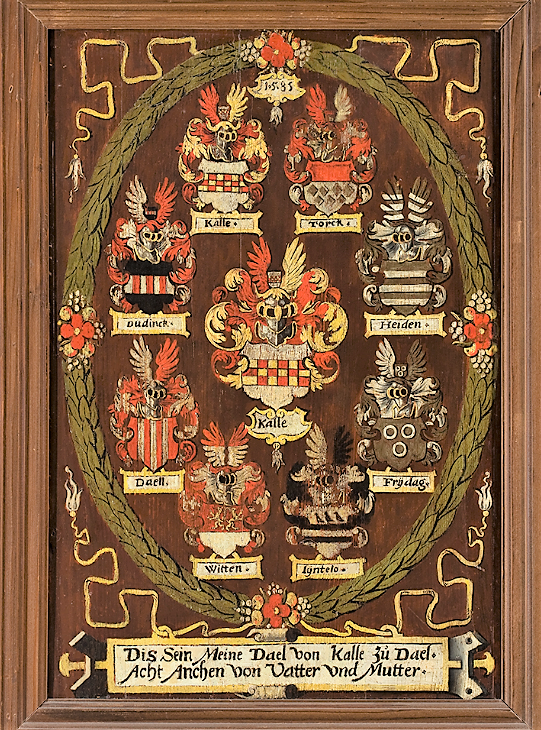
Wappentafel derer von Kalle mit dem Wappen derer von Dahl (Daell)
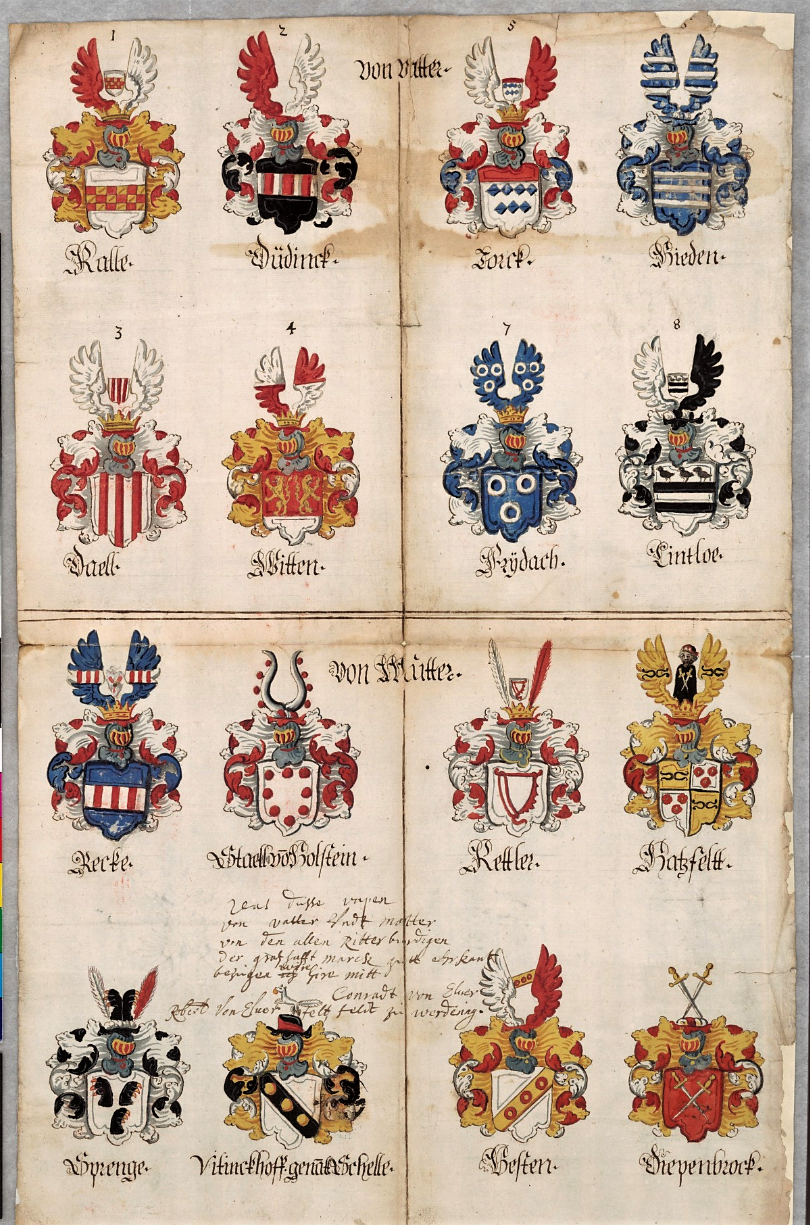
Aufschwörungstafel des Johann von Kalle († 1644) mit dem Wappen derer von Dahl (Daell)
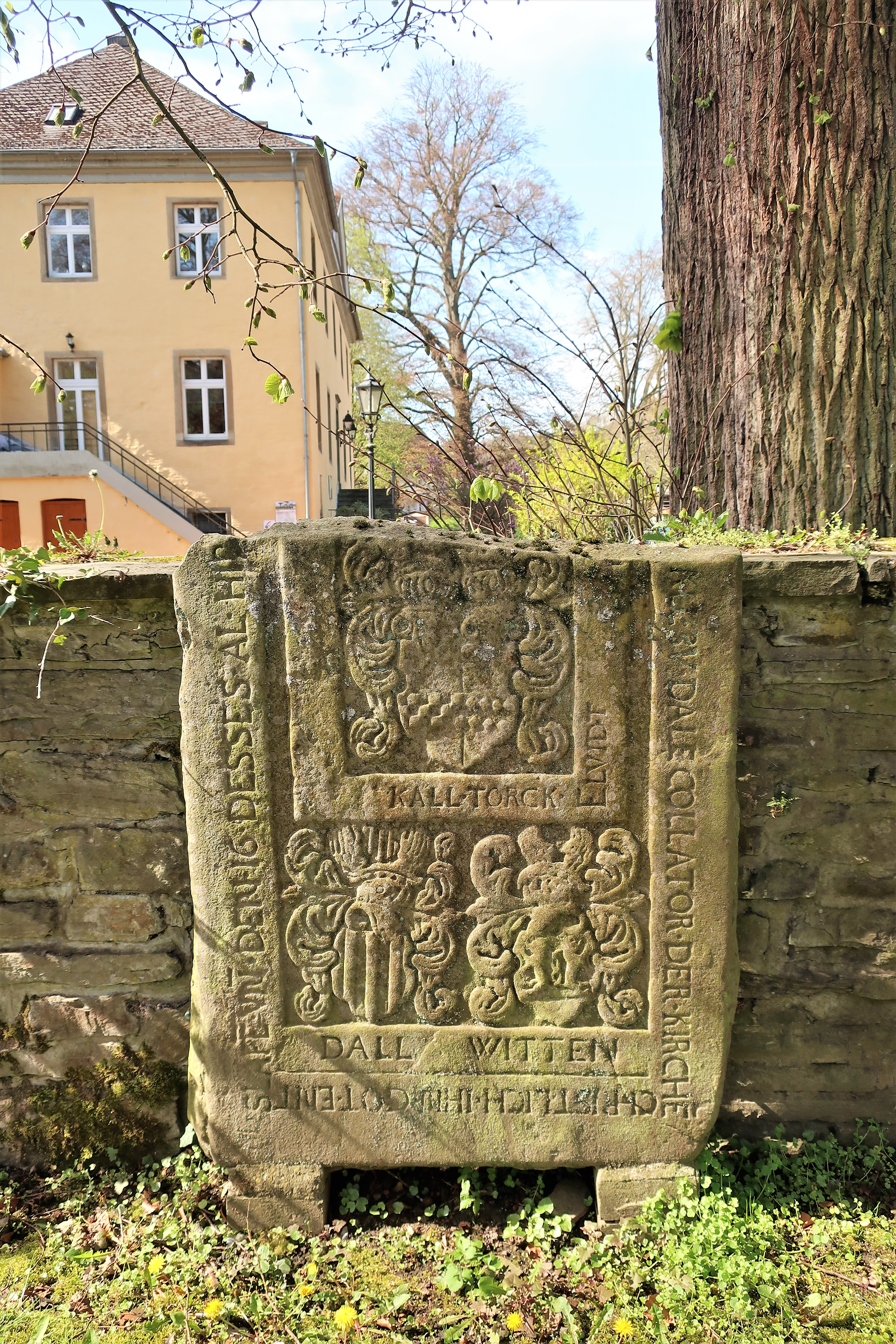
An Haus Dahl aufgestellter Teil einer zerbrochenen historischen Grabplatte (Mitte: Wappen derer von Kalle und Torck; unten: Wappen derer von Dael und Witten)